# Богданець Андрій Володимирович
Андрій Володимирович Богданець (13 липня 1983 , Рокитне, Ровенська область ) — український політик, бізнесмен. Народний депутат України 9-го скликання від партії «Слуга народу».
Член Комітету ВРУ з питань аграрної та земельної політики, голова підкомітету з питань ціноутворення та розвитку зовнішньоекономічної діяльності в агропромисловому комплексі, голова міжфракційного депутатського об'єднання «Депутатська аграрна рада».

## Життєпис
Народився 13 липня 1983 року в смт Рокитне на Рівненщині.
Закінчив факультет комп'ютерних технологій Тернопільського національного економічного університету (2006, диплом спеціаліста).
З 2012 по 2014 рік був менеджером з логістики у ПрАТ «Птахофабрика Тернопільська».
З 2014 — заступник директора ПрАТ «Птахофабрика Тернопільська».
У листопаді 2014 року, Андрій внаслідок сутички в Тернополі побив водія, що призвело до черепно-мозкової травми і операції потерпілого, за що був визнаний винним за нанесення умисного середньої тяжкості ушкодження та хуліганство. Андрій вдарив чоловіка під час конфлікту на дорозі. Богданець прокоментував подію у Facebook: «Натрапив дорогою на людину, яка провокувала і ледь не стала винуватцем аварії за нашої участі. Зупинилися, почалася лайка. Під час словесної перепалки плюнув мені в обличчя».
Богданець провину визнав, тому у серпні 2016 року, за підсумками випробувального терміну, а також враховуючи участь в АТО, суд звільнив Богданця від обмеження волі строком 2 роки умовно. Також, станом на 2019 рік, мав непогашений штраф за порушення ПДР, а також відзначився затримкою із сплатою аліментів. 
У березні-квітні 2015 року служив в зоні АТО поблизу Слов'янська, Курахового та Пісків. Напередодні виборів у ВРУ роздавав курячі яйця як благодійну допомогу. 21 липня 2019 р. — обраний народним депутатом України IX скликання. В членстві  депутатської фракції політичної партії «Слуга народу». Став членом Комітету Верховної Ради України з питань аграрної та земельної політики.
21 липня 2019 р. — обраний народним депутатом України IX скликання. В членстві депутатської фракції політичної партії «Слуга народу». Став членом Комітету Верховної Ради України з питань аграрної та земельної політики.

## Громадсько-політична діяльність
Активний учасник Помаранчевої революції та Революції Гідності.
2014 — вступив до БПСМОП «СІЧ», підпорядкованого ГУ МВС України в місті Києві.
Брав участь в антитерористичній операції, забезпеченні її проведення і захисті незалежності, суверенітету та територіальної цілісності України в районах проведення антитерористичної операції: в містах Слов'янськ, Дебальцеве, Курахове, учасник боїв в Піски Донецької області. Одержав статус учасника бойових дій.

## Політика
Кандидат у народні депутати від партії «Слуга народу» на парламентських виборах 2019 р. (в.о. № 163, Тернопіль). На час виборів: заступник генерального директора ПрАТ «Птахофабрика Тернопільська», безпартійний.
Улітку 2019 року, під час виборчої кампанії кандидат від партії «Слуга народу» Андрій Богданець надав допомогу людям з інвалідністю у вигляді курячих яєць через ГО «Нескорені духом — особи з інвалідністю».
21 липня 2019 року обраний народним депутатом України.
Співголова групи з міжпарламентських зв'язків з Іраком.
Підтримав законопроєкти, які прямо стосувалися передвиборчої програми:
- 10 вересня 2019 року Верховна Рада України прийняла законопроєкт Спрощення процедури імпічменту президента № 1012[19];
- 19 вересня 2019 року Верховна Рада України прийняла законопроєкт про внесення змін в законодавчі акти відносно реформи органів прокуратури № 1032[19];
- 31 жовтня 2019 року в парламенті прийняли законопроєкт відносно конфіскації незаконно отриманого майна № 1031[19];
- 3 грудня 2019 року Верховна Рада України була прийнята поправка № 1 до законопроєкту № 2116 "про внесення змін в Закон України «Про державне бюро розслідвань»[19].

11 грудня 2019 року у Верховній раді під час засідання комітету з агрополітики на Андрія Богданця був здійснений напад в результаті якого відбулася бійка. Серед нападників була група осіб у складі екс-депутатів ВО «Свобода» Едуарда Леонова та Ігоря Мірошниченка, які намагалися зняти з розгляду закон про ринок землі. Після сутички Андрія було госпіталізовано з підозрою на струс мозку. Того ж дня, столична прокуратура відкрила кримінальне провадження за фактом нападу на народного депутата Богданця.
Підтримав законопроєкт про відкриття ринку землі.
У червні 2020 поставив свій підпис під постановою про звільнення Авакова з посту міністра внутрішніх справ.
Наприкінці 2022 року проголосував за містобудівну реформу (#5655), яка впроваджувалася в інтересах забудовників і нівелювала вплив громадян на відбудову України. Публічне обговорення проєкту не проводилося. Голосував проти включення до порядку денного законопроекта про збільшення фінансування ЗСУ

22 липня 2025 року голосував за закон 12414, що обмежує Національне антикорупційне бюро України та Спеціалізовану антикорупційну прокуратуру. Цей закон викликає значний резонанс в українському суспільстві. 